# Brattahlíð
Brattahlíð (transliterado: Brattahlíd, en nórdico antiguo significa «ladera empinada de una roca») es el nombre de la granja particular de Erik el Rojo, situada en el Asentamiento Oriental (Eystribygð) que los colonos vikingos establecieron en la costa sudoccidental de Groenlandia a finales del siglo X. Se hallaba situada al fondo del Eiríksfjörð  (el actual fiordo de Tunulliarfik), a 96 km de mar abierto (el océano Atlántico), donde en la actualidad se sitúa el poblado de Qassiarsuk.

## Historia

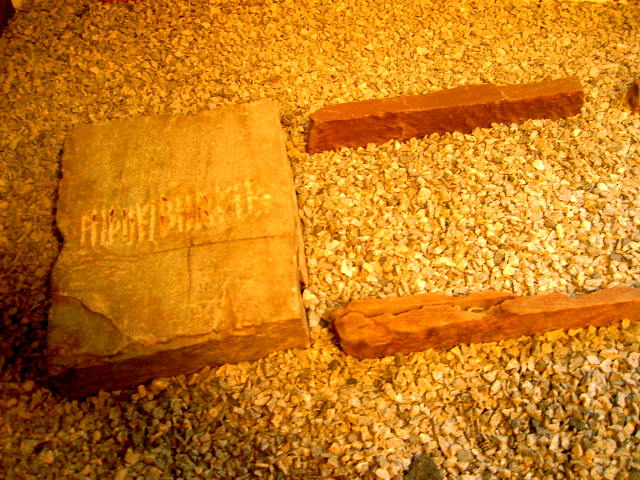
La tumba de Ingibjørg.

Fue fundada por Erik el Rojo en el año 985, siendo su lugar de residencia y de su familia, desde la cual ejercía el control de los asentamientos nórdicos de la isla a través del primer Þing groenlandés (a semejanza del Alþingi islandés), cuya ubicación exacta se desconoce. La ocupación de Brattahlíð duró hasta mediados del siglo XV, cuando las últimas colonias vikingas que aún subsistían fueron abandonadas debido a varias causas, entre las que se ha señalado el empeoramiento del clima causado por la Pequeña Edad de Hielo como la principal, unida a otros factores como el desgaste del suelo de labor, el paulatino abandono de las colonias por parte de Noruega y la expansión de los esquimales de la cultura Thule hacia el sur, por lo que sus últimos habitantes acabaron emigrando probablemente hacia Islandia.
En Brattahlíð se construyó la que sería la primera iglesia del Nuevo Mundo: Þjóðhildarkirkja, así llamada en honor a Þjóðhildur, la esposa de Erik, que impulsó su construcción tras su conversión al cristianismo. Se trataba en realidad de una pequeña capilla, de la cual se ha construido una réplica en la actualidad cerca de donde se emplazaba, junto con una langhus. El propio Erik nunca abandonó el paganismo, aunque según la leyenda se habría convertido al cristianismo en su lecho de muerte inducido por su esposa.
En el lugar que debió ocupar la iglesia principal, un edificio distinto al de Þjóðhildur y construida después de la conversión general de la colonia al cristianismo, los investigadores han encontrado fragmentos fundidos de metal de campana y los cimientos de piedra, así como los de otras edificaciones que han perdurado hasta la actualidad, y restos de una posible forja. La iglesia en sí medía 12,5 por 4,5 m y poseía dos entradas, con un hogar en el centro, siendo un incendio la causa aparente de su destrucción. Este edificio podría datarse en el siglo XIV, y habría sido edificado sobre las ruinas de otra iglesia anterior. En el terreno adyacente se pueden apreciar algunas lápidas, una de ellas con una cruz grabada, y otra que muestra una inscripción rúnica que señala la "tumba de Ingibjørg". Las tumbas aún marcan el contorno de la iglesia, a pesar de que es probable que existan nuevos enterramientos recientes; próximo a la iglesia se encuentra también el modesto cementerio.
El edificio de una granja cercana medía 53 por 14 m, con muros de piedra de hasta 1,5 m de grosor, recubiertos al exterior por una capa de tierra y hierba que actuaba como aislante térmico. El suelo interior era de losas de piedra, con bancos hechos con piedras planas o, en un caso, con el omóplato de una ballena. Algunos de estos edificios aún permanecían en pie en 1953, contemporáneos al aeródromo Bluie West One de Narsarsuaq, pero hoy día solo quedan de la mayoría meros hoyos en el suelo que atestigüen su existencia.
En la actualidad, el paisaje de Brattahlíð ofrece aún la mejor tierra arable de Groenlandia debido a su ubicación al final del fiordo Tunulliarfik, que protege el paraje del clima frío y brumoso, las aguas heladas del mar abierto y las tormentas oceánicas. En el lugar existe un servicio de albergue juvenil y una pequeña tienda; otras instalaciones pueden encontrarse en Narsarsuaq, situada a 5 km en la ribera opuesta del fiordo.